# Янгужинський Майдан
Янгужи́нський Майда́н (рос. Янгужинский Майдан, ерз. Янгужинской Майдан) — село у складі Ковилкінського району Мордовії, Росія. Входить до складу Красношадимського сільського поселення.
Населення — 170 осіб (2010; 220 у 2002).
Національний склад станом на 2002 рік:
- росіяни — 90 %

У селі народився повний кавалер ордена Слави Єршов Юхим Федорович (1904-1965).